# NGC 6907
NGC 6907 is een balkspiraalstelsel in het sterrenbeeld Steenbok. Het hemelobject werd op 12 juli 1784 ontdekt door de Duits-Britse astronoom William Herschel.

## Synoniemen
- ESO 528-3
- MCG -4-48-6
- UGCA 418
- IRAS 20221-2458
- PGC 64650